# Верхний Китяк
Верхний Китяк (тат. Чәти) — посёлок в Кукморском районе Республики Татарстан, в составе Сардекбашского сельского поселения.

## Этимология
Татарский вариант топонима произошёл от слова «чәти» (бойкая, крикливая (женщина); озорница).

## География
Посёлок находится вблизи административной границы Кировской области, в верховье реки Большая Китячка, в 37 км к северо-западу от районного центра, города Кукмора.

## История
Посёлок Верхний Китяк (также упоминался как Вершины Китяка, Вершина Китяк) известен из первоисточников с 1678 года.
В сословном плане, в XVIII веке и вплоть до 1860-х годов, жителей посёлка причисляли к государственным крестьянам. Их основными занятиями в то время были земледелие, скотоводство.
В 1880-х годах земельный надел сельской общины составлял 186 десятин.
До 1920 года посёлок входил в Китякскую волость Малмыжского уезда Вятской губернии. С 1920 года в составе Арского, с 1928 года — Мамадышского кантонов ТАССР. С 10 августа 1930 года в Кукморском, с 1 февраля 1963 года в Сабинском, с 12 января 1965 года в Кукморском районах.
С 1931 года в посёлке действовали  коллективные сельскохозяйственные   предприятия, с 1994 года посёлок был в составе объединения крестьянских хозяйств «Уныш» (с 2003 г. сельскохозяйственный производственный кооператив), с 2007 — общества с ограниченной ответственностью «Агрофирма «Бор» (отделение «Уныш»), с 2014 — общества с ограниченной ответственностью «Исток Агро», с 2016 — общества с ограниченной ответственностью «Вахитово».

## Население
| 1859 | 1887 | 1920 | 1926 | 1938 | 1949 | 1958 | 1970 | 1979 | 1989 | 2002 | 2010 | 2017 |
| ---- | ---- | ---- | ---- | ---- | ---- | ---- | ---- | ---- | ---- | ---- | ---- | ---- |
| 57   | 82   | 140  | 141  | 108  | 90   | 79   | 84   | 64   | 37   | 31   | 26   | 26   |

По данным переписей населения, в посёлке проживают татары.

## Экономика
Сельское хозяйство, специализация на полеводстве. С 2016 года в селе действует сельскохозяйственное предприятие ООО «Вахитово».